# Ive Mažuran
Ive Mažuran (Brušane, 23. studenoga 1928. − Zagreb, 16. prosinca 2016.), bio je hrvatski povjesničar, pisac, arhivist i muzealac.

## Životopis
Ive (Ivan) Mažuran rodio se u Brušanima 1928. godine. Gimnaziju je pohađao u Osijeku i Zagrebu. Povijest je studirao i diplomirao na Filozofskom fakultetu u Zagrebu gdje je također i doktorirao 1990. godine. Nakon završetka studija u Osijeku se, u Muzeju Slavonije, počinje baviti znanstvenim i istraživačkim radom te kao kustos muzeja radi od 1954. do 1960. godine. Zatim je radio kao arhivist u Historijskom arhivu u Osijeku od 1960. do 1969. godine a kao ravnatelj od 1969. godine. Od 1970. godine do umirovljenja 1994. godine bio je urednikom u zagrebačkoj Školskoj knjizi.
U Osijeku je deset godina, od 1961. do 1971. godine, bio pokretačem i glavnim urednikom književnoga časopisa Revija (danas Književna revija).

## Znanstvena djelatnost
Objavio je oko 100 znanstvenih i stručnih radova i više od 20 knjiga te se bavio uredničkim poslovima u izdavačkom poduzeću Školska knjiga iz Zagreba gdje je uredio nekoliko stotina udžbenika, stručnih i znanstvenih knjiga. Mažuranov znanstveni i istraživački rad većinom je o prošlosti grada Osijeka i Slavonije, posebno u razdoblju osvajačkih ratova i osmanske vladavine u osvojenim dijelovima Hrvatske te vremenskom razdoblju u Slavoniji neposredno nakon oslobodilačkih ratova protiv Osmanskoga Carstva. Knjiga Hrvati i Osmansko Carstvo kapitalno je djelo hrvatske historiografije kakvo u Hrvata do tad nikad nije bilo. Djelo je sintetički pisano, osmišljeni prinos o tzv. istočnim temama u hrvatskoj povijesti koji donosi nove poglede, a Mažuran je za napisati ovu knjigu četiri desetljeća predano radio i istraživao hrvatske, turske, austrijske i mađarske povijesne arhive.

## Djela
- Srednjovjekovni Osijek: od rimske Murse do turskog Osijeka, Osijek, 1962.
- Najstariji zapisnik općine Osijek - Tvrđa od 1705. do 1746 godine. Uvod u historiju Osijeka XVIII stoljeća, Osijek, 1965.
- Popis zapadne i srednje Slavonije 1698. i 1702. godine, Osijek, 1966.
- Građa o radničkom pokretu Osijeka i Slavonije: 1867-1894., Osijek, 1967.
- Rješenja Zemaljske uprave za Slavoniju 1738-1742, Osijek, 1970. (Građa za historiju Osijeka i Slavonije, knj. 3)[7]
- Osijek, Osijek, 1971. (2. dop. izd. 1978.)
- Čudesa Ivana Kapistrana Ilok AD 1460, Osijek, 1972.
- Stanovništvo Osijeka: 1693-1703, Osijek, 1974.
- Urbanistički razvoj i spomenički značaj osječke Tvrđe, Osijek, 1974.
- Popis naselja i stanovništva u Slavoniji 1698. godine, Osijek, 1988.
- Požega i Turci: predavanje i izložba u povodu 300 godina oslobođenja Požege od Turaka, Izložbena dvorana Muzeja Požeške kotline, 25. ožujka-7. travnja 1988. godine, Slavonska Požega, 1988. (suautor: Matko Peić)[8]
- Izvještaji Caraffine komisije o uređenju Slavonije i Srijema nakon osmanske vladavine 1698. i 1702. godine, Osijek, 1989.
- Povijest hrvatske od 15-18. stoljeća
- Hrvati - slike iz ratničke prošlosti, Zagreb, 1993. (suautori: Stanko Vrtovec (Fotograf), Zvonimir Grbašić (ilustrator), Julio Radilović-Jules (ilustrator), Mladen Trnski (pisac)
- Stanovništvo i vlastelinstva u Slavoniji 1763. godine i njihova ekonomska podloga, Osijek, 1993.
- Srednjovjekovni i turski Osijek, Osijek-Zagreb, 1994.
- Osijek na obalama stoljeća, Osijek, 1997. (suautor Josip Vrbešić)
- Hrvati i Osmansko Carstvo, Zagreb, 1998.
- Grad i tvrđava Osijek, Osijek, 2000.
- Janjevo: sedam stoljeća opstojnosti Hrvata na Kosovu, Zagreb, 2000. (suautor Nikola Čolak)
- Popis sandžaka Požega 1579. godine, Osijek, 2001.
- Karlobag 1251. – 2001., Karlobag, 2001. (suautori: Ante Krešić (fotograf) i Željko Rišner (fotograf)
- Spomenica Matice hrvatske: 1842. – 2002., Zagreb, 2004. (suautor Josip Bratulić)
- Valpovo: sedam stoljeća znakovite prošlosti, Valpovo-Osijek, 2004.[1][9]
- Osnivanje vojne granice u Slavoniji 1702. godine, Osijek, 2005.
- Putokaz jednog života: autobiografske zabilješke, Osijek, 2013.

## Priznanja
- 2013.: Počasni građanin Osijeka, “zbog zasluga za dotadašnji znanstveni i kulturni rad na proučavanju i promicanju osječke prošlosti”.[5]

## Vanjske poveznice
- Ive Mažuran: Tvrđa: ishodište Osijeka  Arhivirana inačica izvorne stranice od 4. rujna 2023. (Wayback Machine), Vijenac, br. 414., 14. siječnja 2010.